# 大樹林區
| 地圖                                        |
| ------------------------------------------- |
| 大樹林區 市中區 會稽區 龜山區 八德區 鶯歌區 |

大樹林區是台灣桃園市桃園區的五個次分區之一，位於桃園區的東南部。大樹林區與區內兩個次分區接壤：北、西面的市中區和東北面的會稽區，東、南、東南面則為桃園區邊界，分別與龜山區、八德區、新北市鶯歌區接壤。
全國旅客量第二大的臺鐵車站桃園車站位於大樹林區與市中區的交界處，在大樹林側形成了後站商圈。此地亦有桃園客運總站的設立，使得大樹林區成為桃園市公車的重要樞紐之一。

## 範圍

### 傳統地域
大樹林區涵蓋了日治時期（1920年以後）新竹州桃園郡桃園街的以下大字：
- 大樹林大部分（大樹林區的名稱即取自於此）

### 區劃人口
大樹林區涵蓋了今日桃園區的8里，面積為3.8954km²：
- 大林里
- 大樹里
- 雲林里
- 大豐里

- 福林里
- 福安里
- 豐林里
- 建國里

截至2021年3月31日，大樹林區的人口為53,727人，人口密度為13,792人/km²。

## 經濟

### 工業
北臺灣的重要工業區之一，龜山工業區的西半部即位於大樹林區，使得大樹林區成為工廠林立的工業重鎮。

### 商業
大樹林區北部的桃園車站周邊地區屬於後站商圈，而此地與市中區繁華的前站商圈僅有縱貫鐵路相隔。

## 交通

### 公路
- 區域道路系統
  - 台4線：介壽路
  - 市道110號：桃鶯路

### 鐵路
臺灣鐵路管理局
- 縱貫線：桃園車站

 桃園捷運
- 綠線（興建中）：陽明運動公園站 - 桃園車站
- 棕線（行政院可行性報告核定）：桃園車站

## 教育

#### 國民中學
- 桃園市立建國國民中學
- 桃園市立福豐國民中學

#### 國民小學
- 桃園市桃園區建國國民小學
- 桃園市桃園區建德國民小學

### 圖書館
- 桃園市立圖書館大林分館

## 外部連結
- 桃園區公所全球資訊網--桃園史誌